# Florent Payet
Florent Payet (ur. 21 listopada 1986 w Montpellier) – francuski kolarz górski, dwukrotny medalista mistrzostw świata i Europy.

## Kariera
Pierwszy sukces w karierze Florent Payet osiągnął w 2004 roku, kiedy zdobył srebrny medal w kategorii juniorów na mistrzostwach świata w Les Gets. Na rozgrywanych cztery lata później mistrzostwach Europy w St. Wendel zwyciężył w downhillu, wyprzedzając swego rodaka Damiena Spagnolo oraz Szwajcara Nicka Beera. Wynik ten powtórzył na ME w Darfo Boario Terme w 2017 roku, tym razem pokonując Polaka Sławomira Łukasika i Włocha Lorisa Revellego. Zdobył też brązowy medal na mistrzostwach świata w Novym Měscie w 2016 roku, gdzie lepsi byli dwaj Brytyjczycy: Danny Hart i Laurie Greenland.